# (43996) 1997 QH
A (43996) 1997 QH a Naprendszer kisbolygóövében található aszteroida. Hiroshi Abe fedezte fel 1997. augusztus 22-én.